# Troistedt
Troistedt ([ˈtʁoːʃtɛt], Trohstedt) ist ein Ortsteil der Landgemeinde Grammetal im Westen des Landkreises Weimarer Land in Thüringen.

## Lage
Troistedt befindet sich südlich der Bundesautobahn 4 und des Dorfes Nohra an der Nordabdachung der Anhöhen zwischen Eichelborn und dem Ort.
Umgebende Orte sind: Im Uhrzeigersinn von Norden beginnend: Nohra, Obergrunstedt, Holzdorf, Schoppendorf, Gutendorf, Isseroda.

## Geschichte
Funde aus der Jungsteinzeit belegen eine frühe Besiedlung des Gebietes um Troistedt. Einen Kilometer vom Ort entfernt liegt im Gottesholz ein großes Hügelgräberfeld mit 34 Grabhügeln aus der Bronzezeit. Das Gebiet war bis zur Völkerwanderung germanisch besiedelt, dann rückten aus dem Osten Slawen bis über die Saale nach. Es entstand eine Mischbevölkerung, die dann deutsch wurde. Die Ortsanlage von Troistedt lässt noch auf einen slawischen Rundling schließen.
1241 erfolgte die urkundliche Ersterwähnung eines Heinrich von Drastete, 1250 wurde der Ort selber erstmals in einer Urkunde der Grafen von Berka für das Kloster Oberweimar als Dratsted erwähnt. Ab 1422 ist Drostet verbrieft, und seit 1790 wurde der Ort Troystedt genannt. Der Ortsname bedeutet „Siedlung des Draht“. Die Aussprache des jetzigen Namens  Troistedt ist Trohstedt, das i ist lediglich ein Dehnungszeichen.
Mehrheitlicher Grundbesitzer war das Kloster Oberweimar, welches seinen Besitz immer weiter vermehrte. Gehörten 1253 drei Hufen dem Kloster, so wurden 1272 schon zehn Hufen zum Klosterbesitz gezählt. 1290 gelangte auch der Troistedter Forst mit 393 Hektar in den Klosterbesitz. Im 16. Jahrhundert wurde in dem Bauerndorf Troistedt auch Waid angebaut.
Bis 1920 gehörte Troistedt zu Sachsen-Weimar-Eisenach, dann zum Land Thüringen. Aus dem Ersten Weltkrieg kehrten acht, aus dem Zweiten Weltkrieg 24 Troistedter Soldaten nicht zurück.
Am 11. April 1945 fielen unter dem Feuer amerikanischer Panzerartillerie im Kiekholz/Nohrholz zwischen Troistedt und Nohra jenseits der Autobahn 19 deutsche Soldaten (im Alter von 17 bis 60 Jahren). Vorher war die Reichsautobahnbrücke über die Straße von Nohra nach Troistedt gesprengt worden, um den amerikanischen Vormarsch Richtung Weimar zu behindern. Die Leichname durften erst am 16. April beerdigt werden, in einem privaten Waldstück.
In der Endphase des Zweiten Weltkrieges kam Troistedt eine besondere Bedeutung für die Geschichte der Stadt Weimar zu. Bei Troistedt waren am 11. April 1945 amerikanische Einheiten in Stellung gegangen und bedrohten die bereits schwer bombenbetroffene Stadt Weimar mit Artillerie-Beschuss. Am 12. April 1945 fuhr der Bürgermeister von Troistedt, Richard Weyde, mit einem Fahrrad nach Weimar. Im Auftrag des amerikanischen Oberst Costello überbrachte er das Ultimatum zur Übergabe der Stadt Weimar. Da alle anderen Entscheidungsträger nicht erreichbar waren, übergab der Weimarer Oberbürgermeister Otto Koch in Troistedt die Stadt Weimar kampflos an die amerikanischen Truppen. Troistedt selber war auch von den US-Truppen besetzt worden. Viele Ortsbewohner hatten ihre Häuser als Quartiere zu räumen. Zum Teil wohnten sie dann in der Kirche und Schule. Nach ihrer Rückkehr fehlten viele Wertsachen in den Haushalten.
Ab Anfang Juli 1945 gehörte Troistedt zur SBZ, mit deren Gründung 1949 zur DDR. So machte der Ort alle entsprechenden gesellschaftlichen Veränderungen mit. Da es in Troistedt keinen Großgrundbesitz und keine zu enteignenden Kriegsverbrecher gab, war es von der Bodenreform kaum betroffen. 1953 wurde eine LPG Typ 1 mit dem Namen „Florian Geyer“ gegründet, die 1954 zeitweise wieder auseinanderfiel. Bis 1960 war unter entsprechendem Druck die „Vollgenossenschaftlichkeit“ erreicht. Die LPG Troistedt galt als nicht besonders erfolgreich, wie der Ortschronist vermerkt. 1972 erfolgte die Verschmelzung mit der LPG Isseroda zur LPG „Ernst Thälmann“ mit Sitz in Troistedt.
Troistedt war in der Wende das erste Dorf im Kreis Weimar, das mit Norbert Klein (CDU) im Oktober 1989 frei einen neuen Bürgermeister wählte.
Im Jahre 2000 beging Troistedt den 750. Jahrestag seiner urkundlichen Ersterwähnung. Dazu gehörte im Oktober 2000 der Besuch von Veteranen der 80. US-Infanterie-Division, die im April 1945 das Gebiet besetzt hatte. Nach einem Gottesdienst wurde eine Gedenktafel im Ort enthüllt, die an die Übergabe der Stadt Weimar durch deren Oberbürgermeister in Troistedt erinnert. Dann wurde die Grabstätte der am 11. April 1945 erschossenen 19 deutschen Soldaten im Kiekholz/Nohrholz besucht.
Am 31. Dezember 2019 schloss sich Troistedt mit weiteren Gemeinden zur Landgemeinde Grammetal zusammen. Die Verwaltungsgemeinschaft Grammetal, der alle Gemeinden zuvor angehörten, wurde gleichzeitig aufgelöst.

## Politik

### Ehemaliger Gemeinderat
Der Gemeinderat in Troistedt bestand aus sechs Ratsmitgliedern, die bei der Kommunalwahl am 25. Mai 2014 in einer Verhältniswahl gewählt wurden, und dem ehrenamtlichen Bürgermeister als Vorsitzendem.
Die Sitzverteilung im Gemeinderat:
| Wahl | CDU | WG Troistedt | FF Troistedt | Gesamt  |
| ---- | --- | ------------ | ------------ | ------- |
| 2014 | 2   | 2            | 2            | 6 Sitze |

### Ehemaliger Bürgermeister
Letzter Bürgermeister von Troistedt war Andreas Nickel, der am 8. März 2015 gewählt wurde.

### Wappen
Das Wappen zeigt in grün eine goldene bewurzelte Linde, deren Stamm mit einem roten Schild und darin ein silberner Hirschkopf, belegt ist.
Am 5. Juni 1996 wurde der einstigen Gemeinde der Wappenentwurf und der Flaggenentwurf durch das Thüringer Landesverwaltungsamtes genehmigt.

## Sehenswürdigkeiten
Folgende Objekte wurden in die Denkmalliste des Kreises Weimarer Land aufgenommen:
- Kirche mit Kirchhof

Bei der Sanierung der Orgel brannte die Kirche 1823 ab. Der rechteckige Saal sowie der eingezogene Chor mit dreiseitigem Abschluss wurden 1824 bis 1826 in romanisierenden Formen nach Plänen von Clemens Wenzeslaus Coudray verändert wiederaufgebaut. Im vom Vorgängerbau erhaltenen Turm gibt es einen Raum mit Kreuzgratgewölbe. Im Osten des Kirchenschiffs steht ein Emporenkanzelaltar nach Plänen von Coudray. Im Obergeschoss in eine Säulengalerie beidseits der Kanzel wurden spätgotische Apostelfiguren (um 1500) in Arkaden eingefügt. Nach einer Legende hat diese Figuren Johann Wolfgang Goethe zur Verfügung gestellt. Die mittelalterlichen Schnitzwerke der Kirche sind heute im Schlossmuseum Weimar zu sehen.
Die Orgel wurde 1823 von Johann Christian Adam Gerhard gebaut (1035 Pfeifen, ein Glockenspiel).
- Gehöft (Pfarrhof)
- ehemaliges Forst- und Jagdhaus, Nr. 35

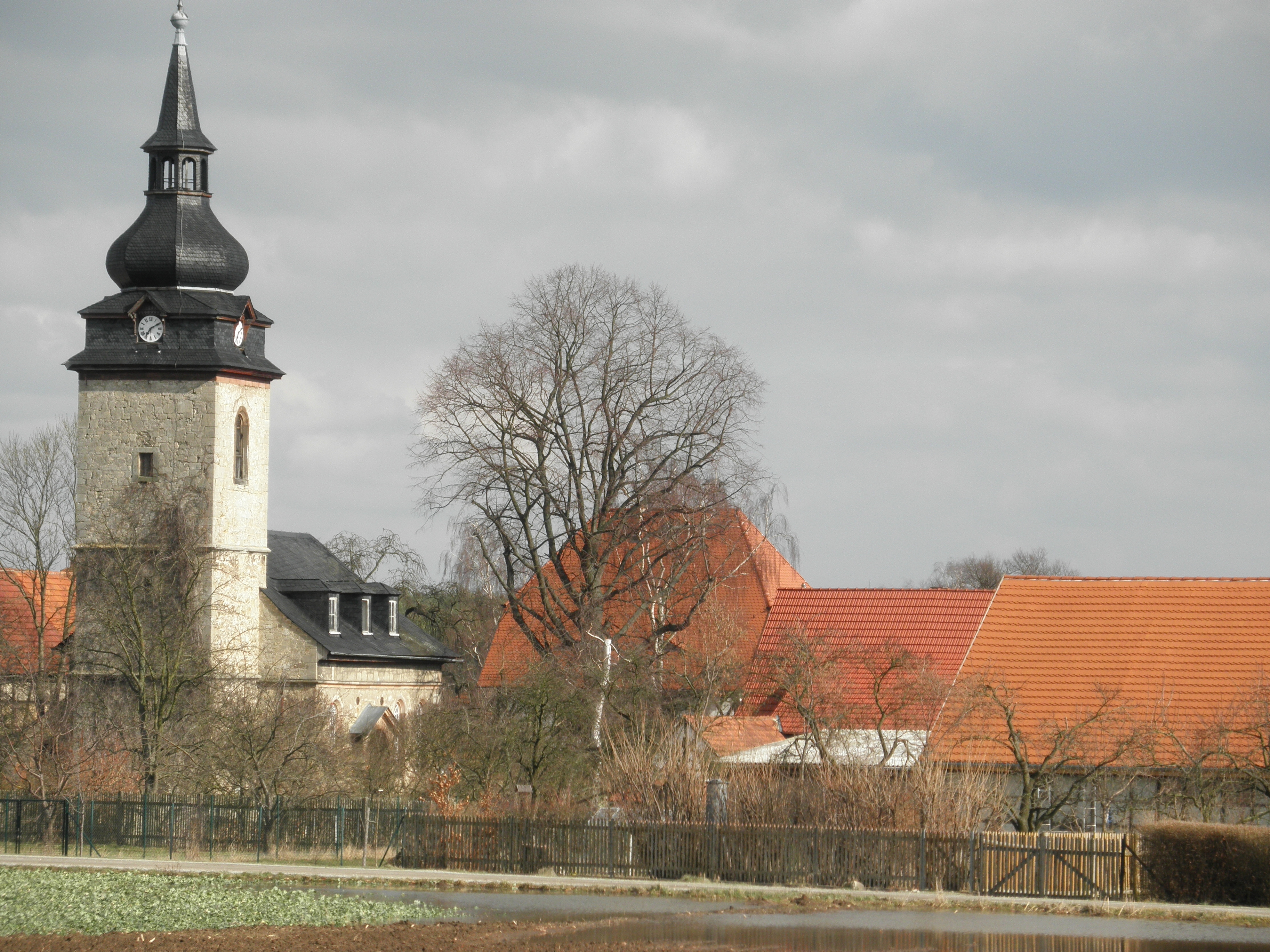
Kirche Troistedt
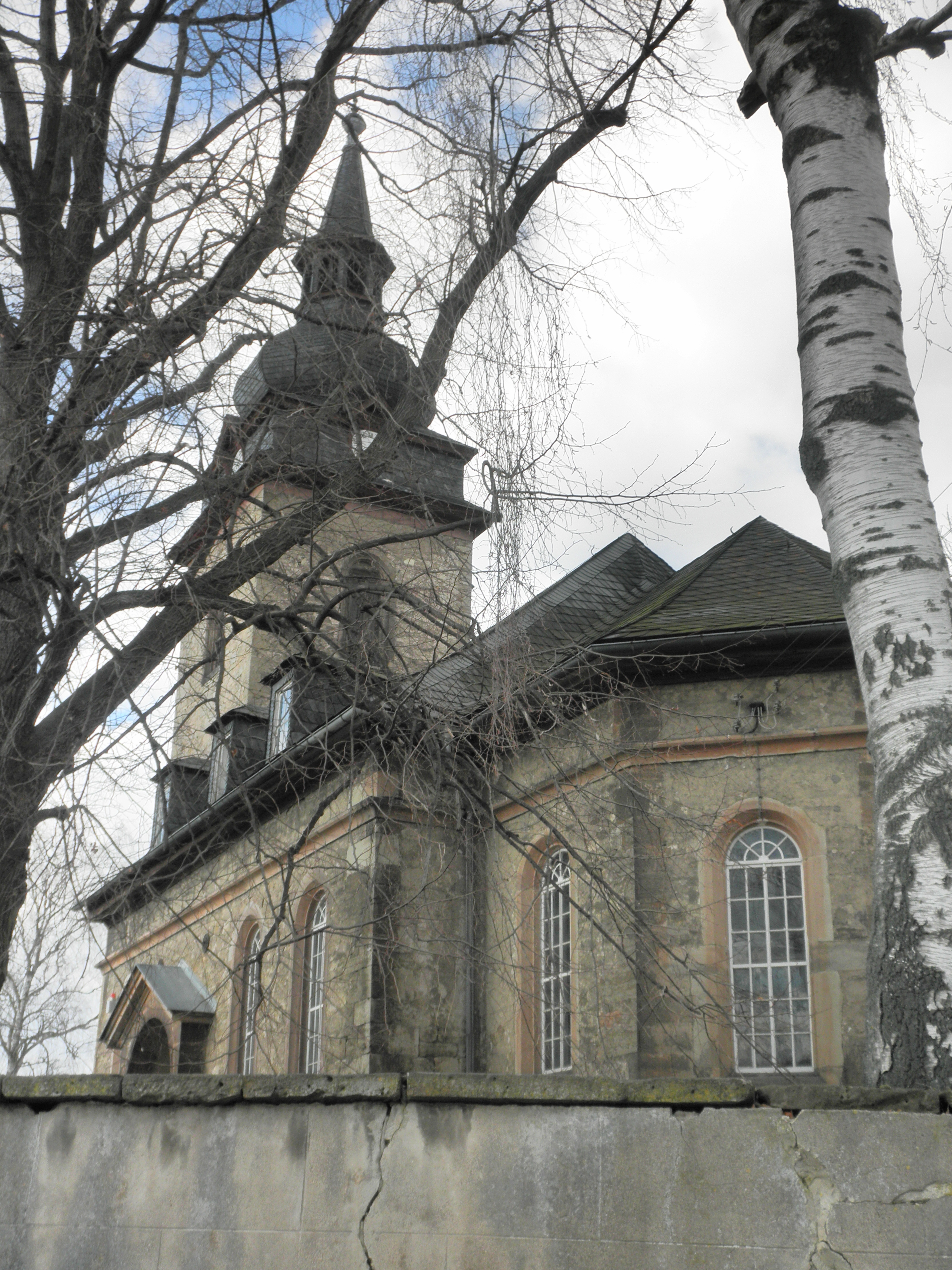
Kirche Troistedt
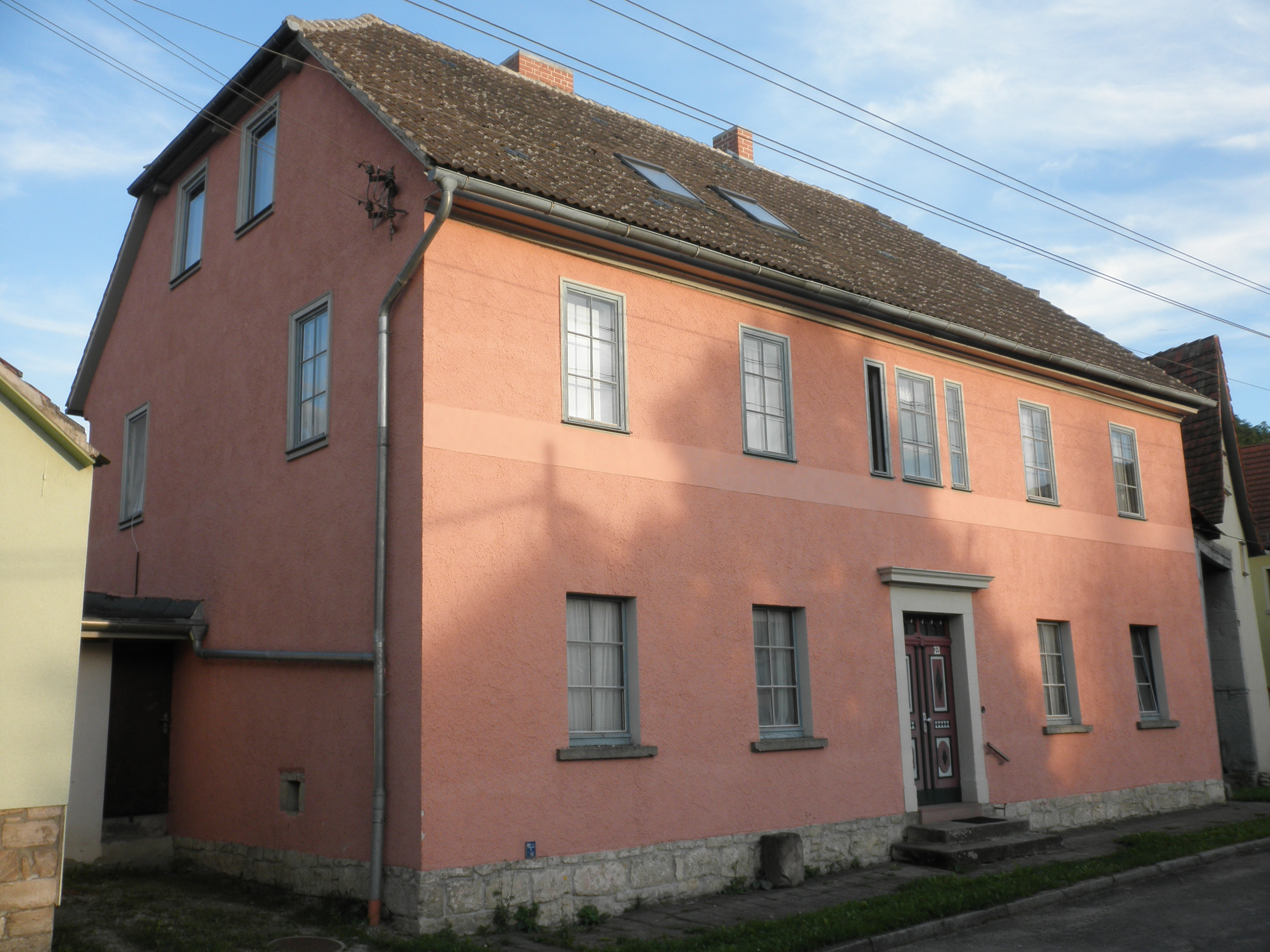
Pfarrhaus Troistedt
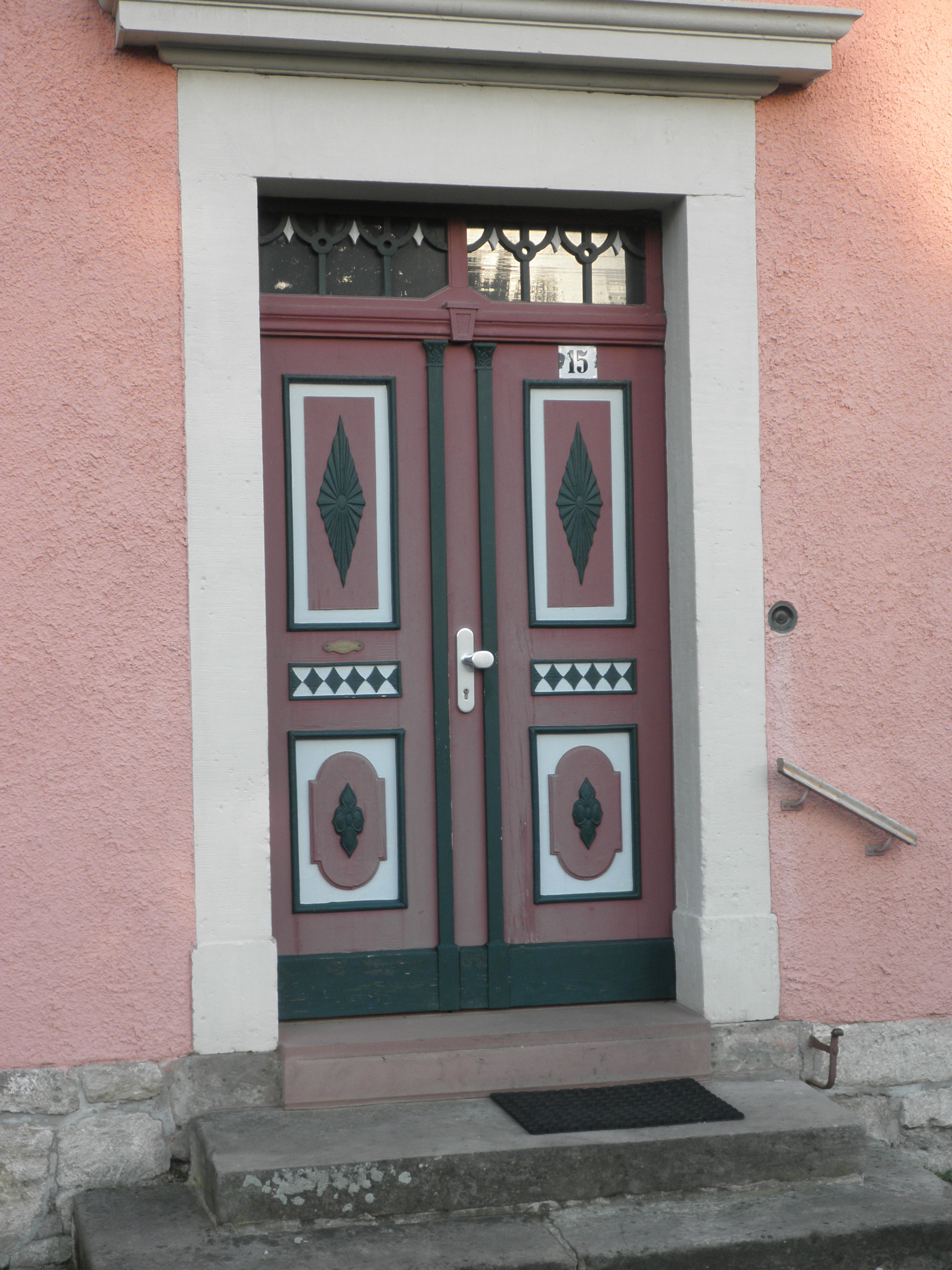
Pfarrhaustür in Troistedt
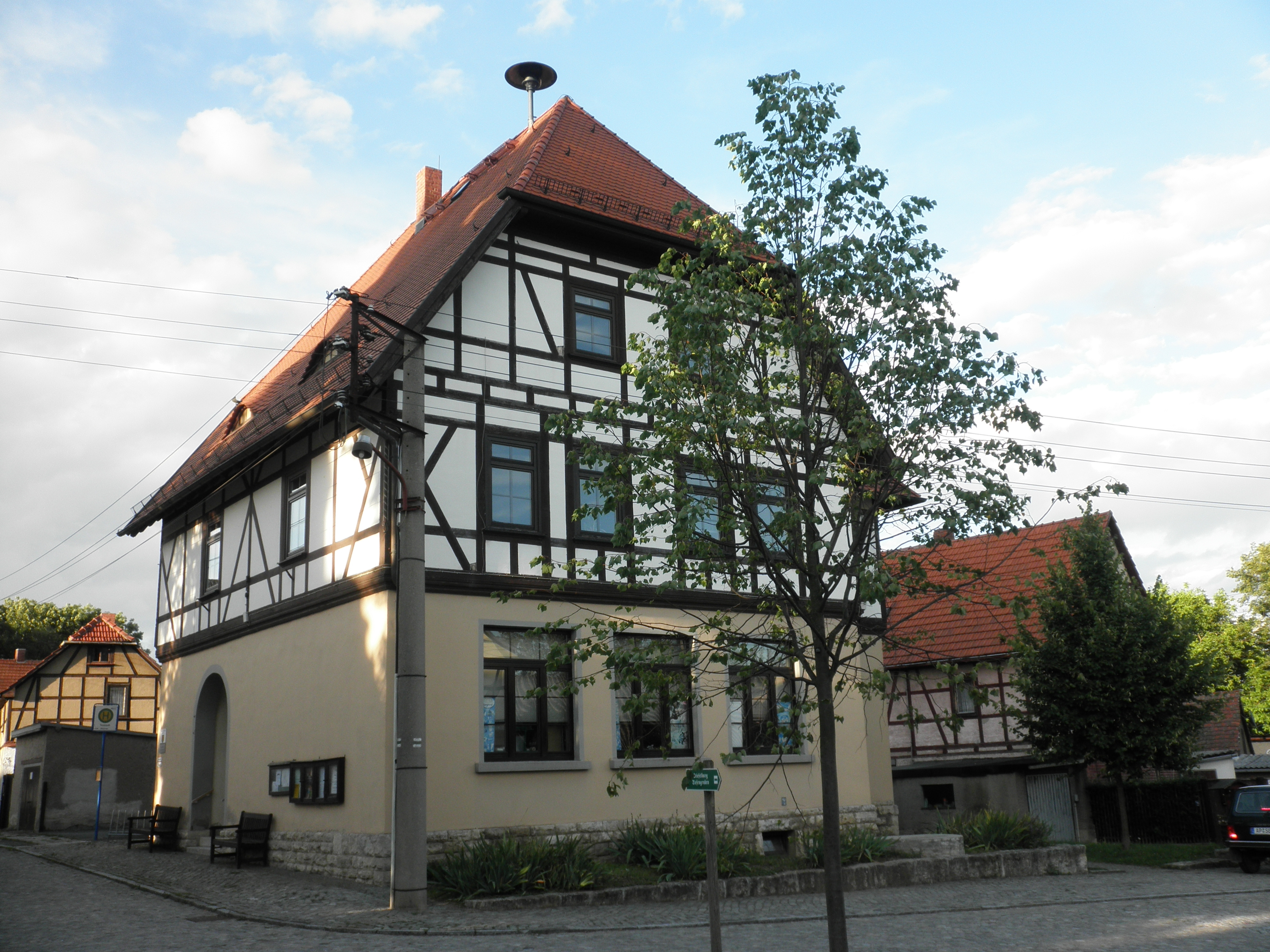
Alte Schule Troistedt
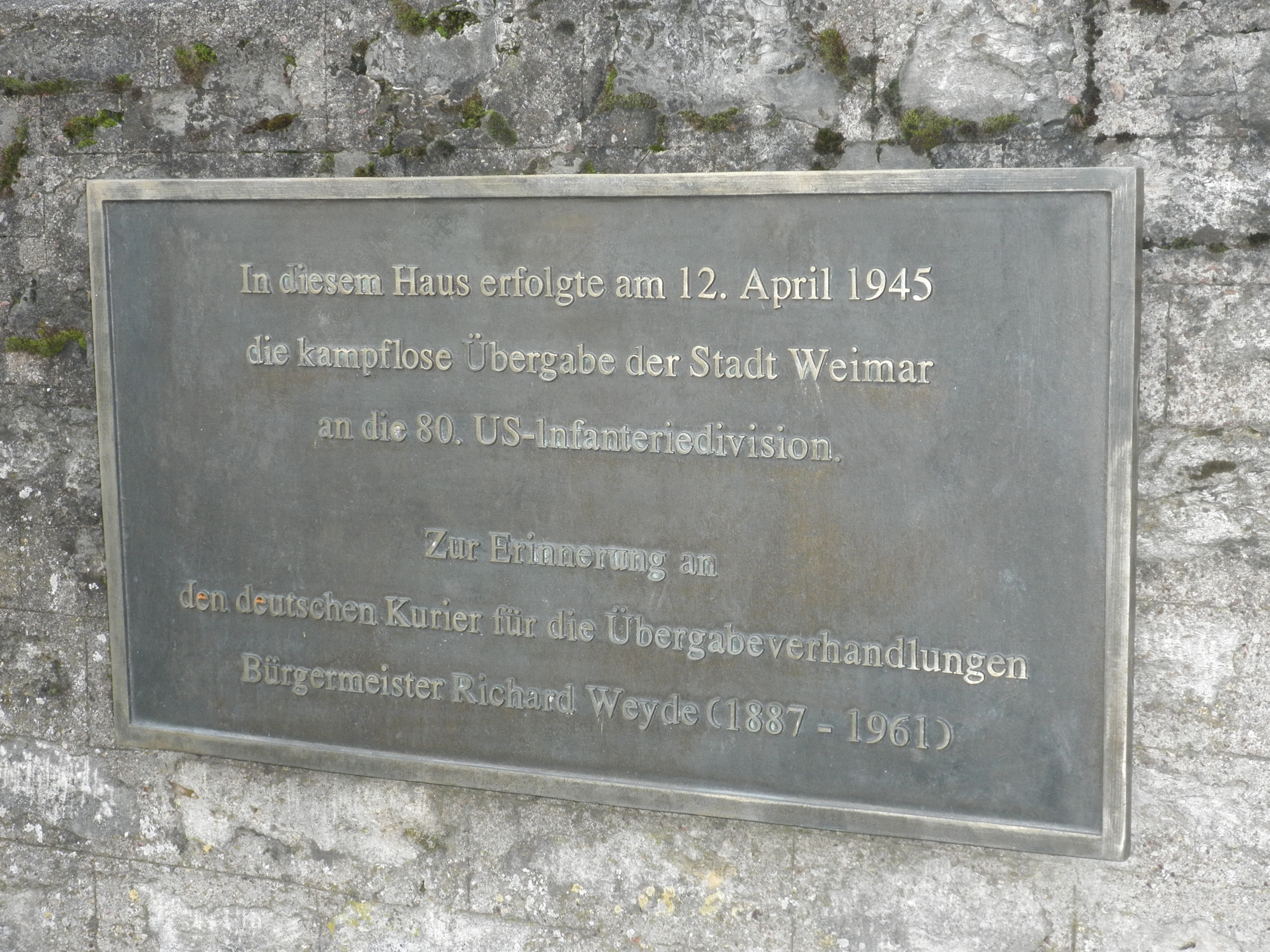
Gedenktafel in Troistedt zur Übergabe von Weimar 1945
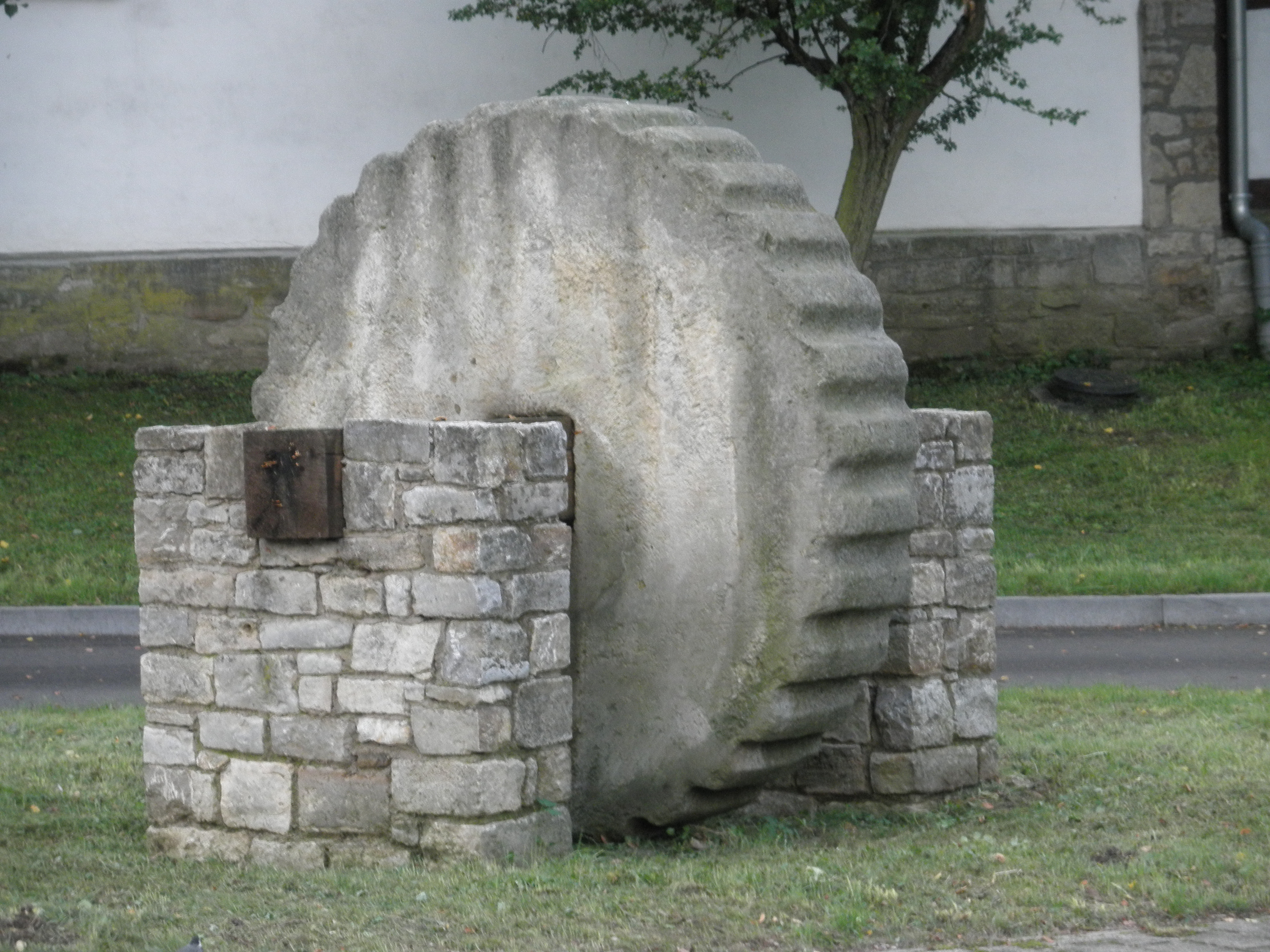
Waidmühlstein in Troistedt
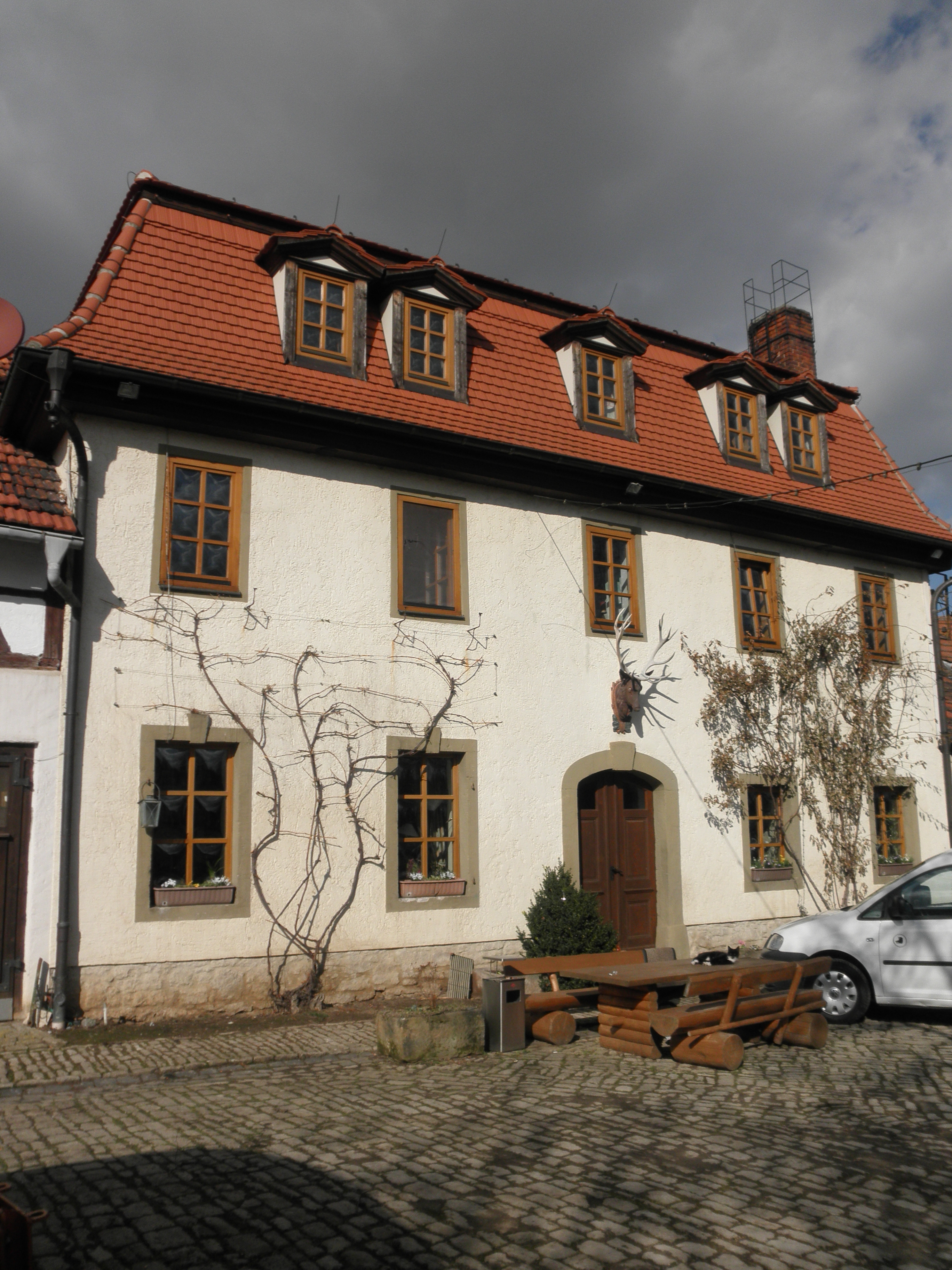
Forsthaus Troistedt

Des Weiteren sind in der Ortslage die Gebäude Dorfstraße 7, 12–15, 31, 32, 37–39 und 42–50 als Denkmalensemble geschützt.
- Kriegsgräberstätte: In dem der Autobahnauffahrt Nohra benachbarten Waldstück Nohrholz/Kiekholz/Osterholz nördlich von Troistedt befindet sich ein unauffälliges Gemeinschaftsgrab mit 18 deutschen Luftwaffensoldaten, die am 11. April 1945 durch amerikanischen Panzerbeschuss getötet worden sind. Der Gedenkstein zwischen den Grabkreuzen trägt die Aufschrift: "ZUM GEDENKEN AN 19 HIER RUHENDE. GEFALLEN AM 11.4.1945. ERRICHTET VON DER JUGEND TROISTEDTS". Ein Soldat wurde zur Beisetzung auf seinem Heimatfriedhof exhumiert. Es gibt keinen Weg zu der Grabstätte, und weder an der verbeiführenden Straße, noch im Wald einen Hinweis auf sie. Die Anlage wurde in den 1950er Jahren aus Eigeninitiative auf Privatbesitz errichtet. Sie bestand bis zur Wende aus dem Gedenkstein und einer niedrigen Hecke. Etwa 1994 wurden nach Beratung und mit Unterstützung durch den Volksbund Deutsche Kriegsgräberfürsorge sechs Metall-Kreuze (mit jeweils mehreren Namen) für die Gefallenen gesetzt. Seit 1990 wird die Grabstätte, die jetzt von einer höheren Hecke umgeben ist, von der Gemeinde Troistedt gepflegt.[5]

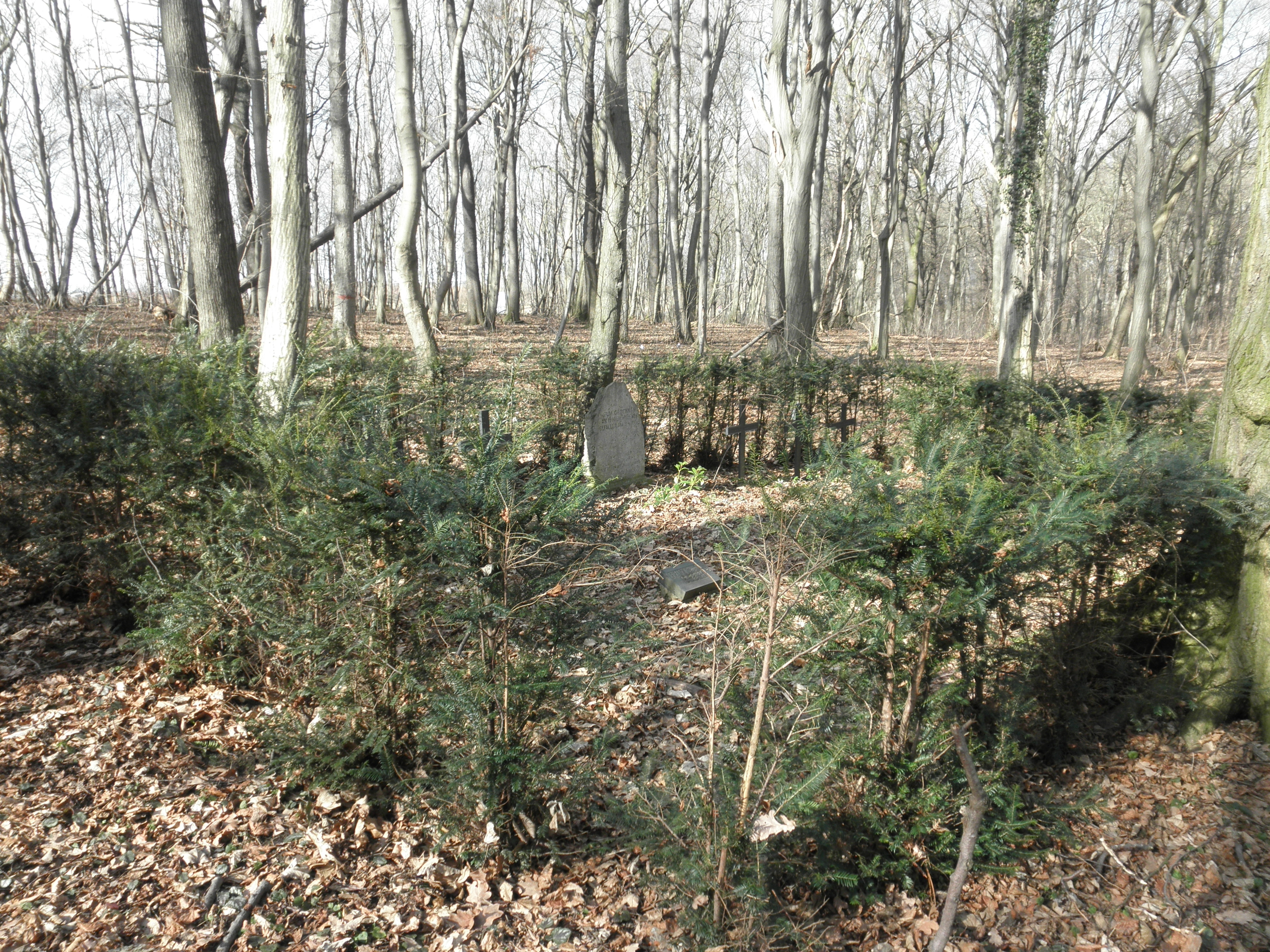
Gemeinschaftsgrab mit 19 deutschen Soldaten
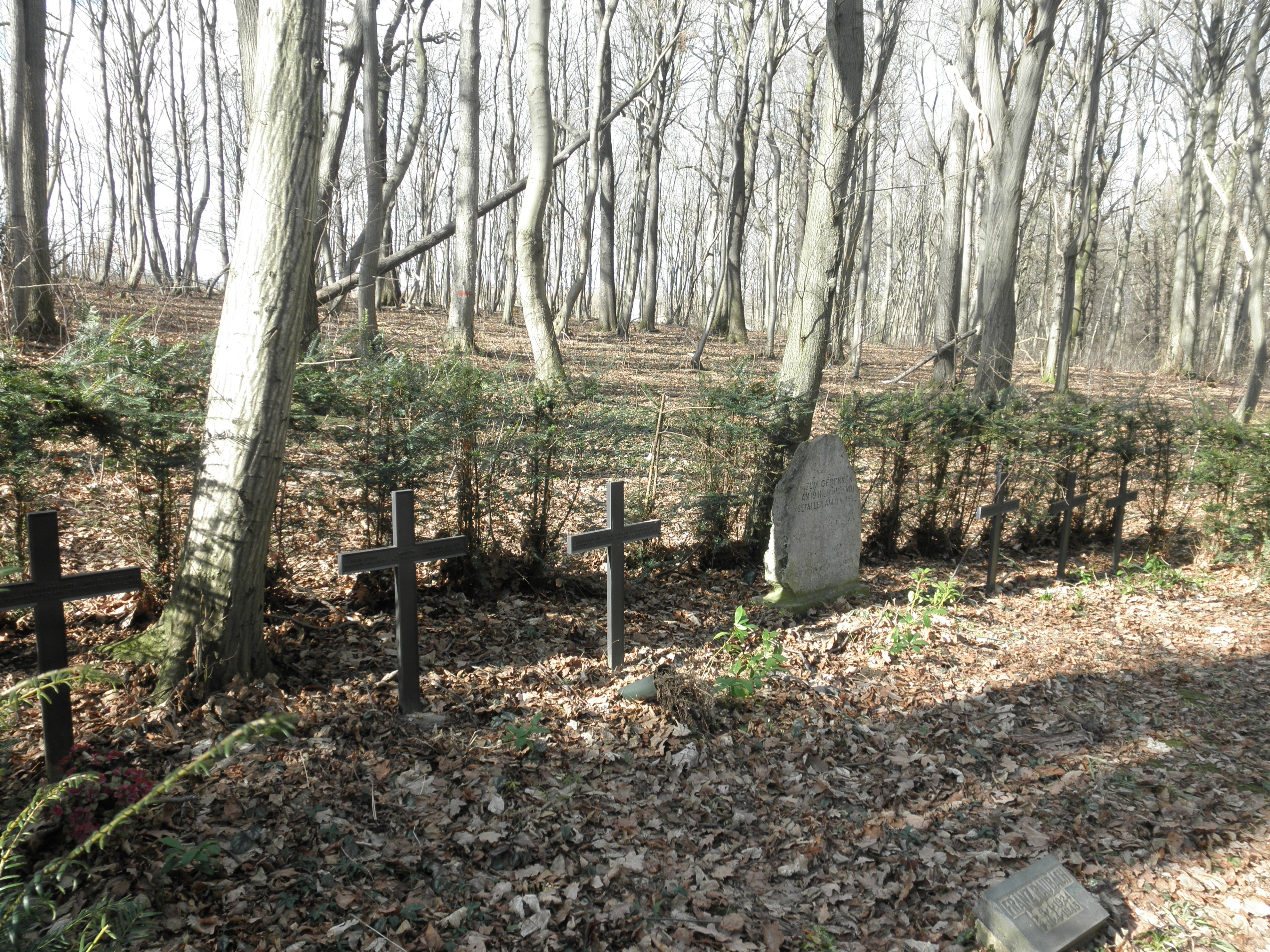
Reihe von Grabkreuzen für die Gefallenen
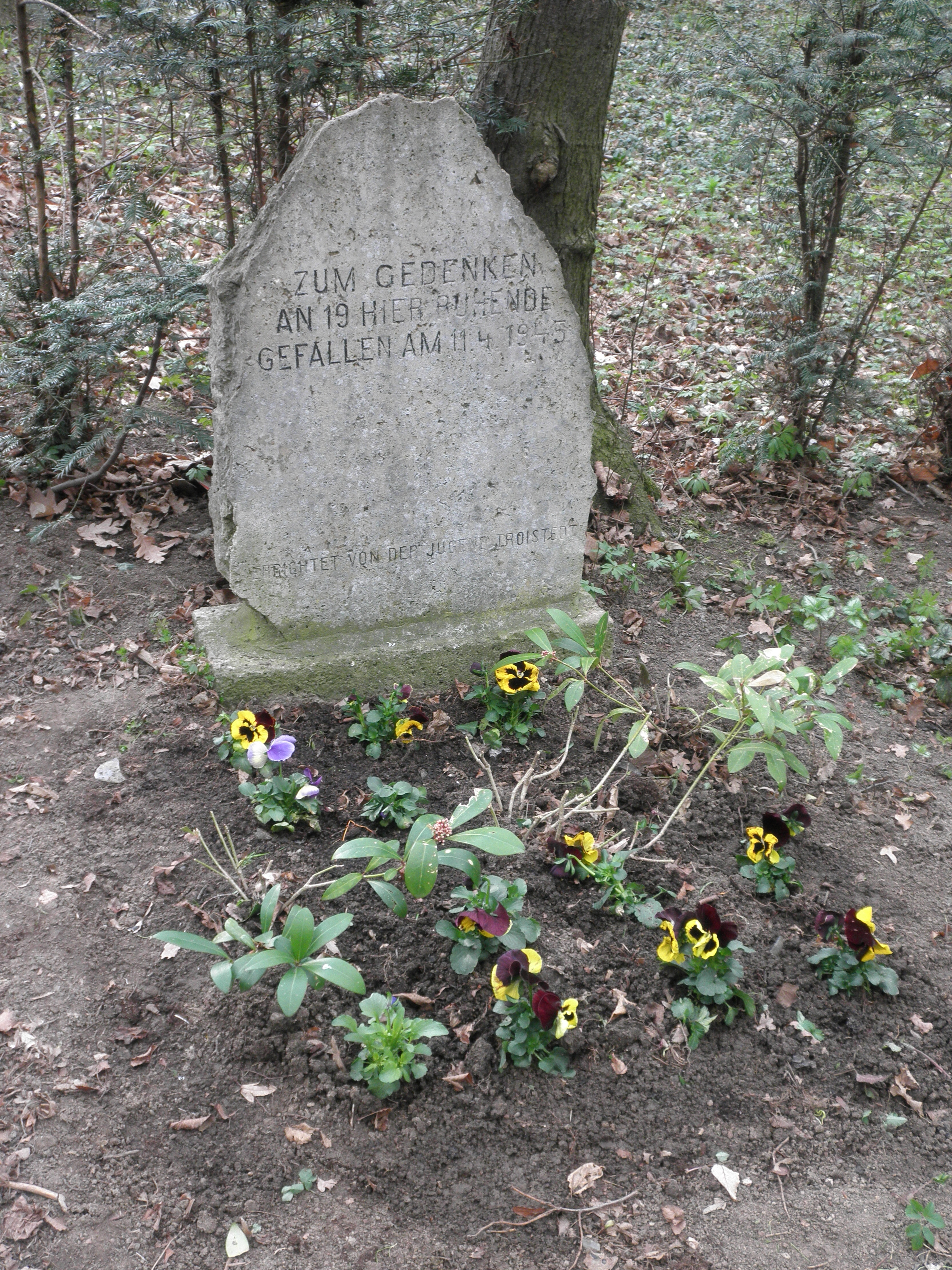
Gedenkstein der "Jugend Troistedts" für die Gefallenen

Im Troistedter Forst steht anstelle der nicht mehr existierenden Prinzenbuche eine neu angepflanzte Buche. Zusammen mit Großherzog Carl August hatte hier im 19. Jahrhundert der preußische Prinz Wilhelm (der spätere deutsche Kaiser Wilhelm I.) an einer Rotwildjagd teilgenommen und an der Buche seinen Namen eingeritzt.

## Religion
Die protestantische Gemeinde in Troistedt gehört zum Kirchspiel Nohra der Evangelischen Kirche in Mitteldeutschland. Gottesdienste in der örtlichen Kirche finden etwa monatlich statt.
Auf katholischer Seite gehört Troistedt zum Gebiet der Pfarrei Bad Berka im Bistum Erfurt.

## Verkehr
Am Nordrand des Gemeindegebietes verläuft die Bundesautobahn 4 Erfurt–Dresden mit der Anschlussstelle Nohra. Der nächste Bahnhof, Holzdorf (Weimar) an der Ilmtalbahn Weimar–Kranichfeld, liegt zwei Kilometer östlich des Ortskerns von Troistedt.

## Persönlichkeiten
- Johann Gottlieb Heinrich Botz (1777–1846), Forstvorsteher
- Eduard Gottlieb Ludwig Sckell (1802–1873), Hofgärtner und Garteninspektor
- Carl Friedrich Christian Heinrich Botz (1804–1890), Oberforstmeister und Verwaltungsbeamter
- Richard Weyde (1887–1961), Bürgermeister
- Johann Georg Christian Sckell (1721–1778), Oberförster und Wildmeister
- Johann Christian Ernst Müller (1766–1826), Zeichner, Lithograph und Kupferstecher